# Leif Nielsen (football, 1943)
Pour les articles homonymes, voir Leif Nielsen.
Leif Nielsen (né le 31 mars 1943 à Copenhague au Danemark) est un joueur de football danois, qui évoluait au poste d'attaquant.
Nielsen est connu pour avoir terminé meilleur buteur du championnat du Danemark lors de la saison 1967 avec 15 buts.